# 시금석

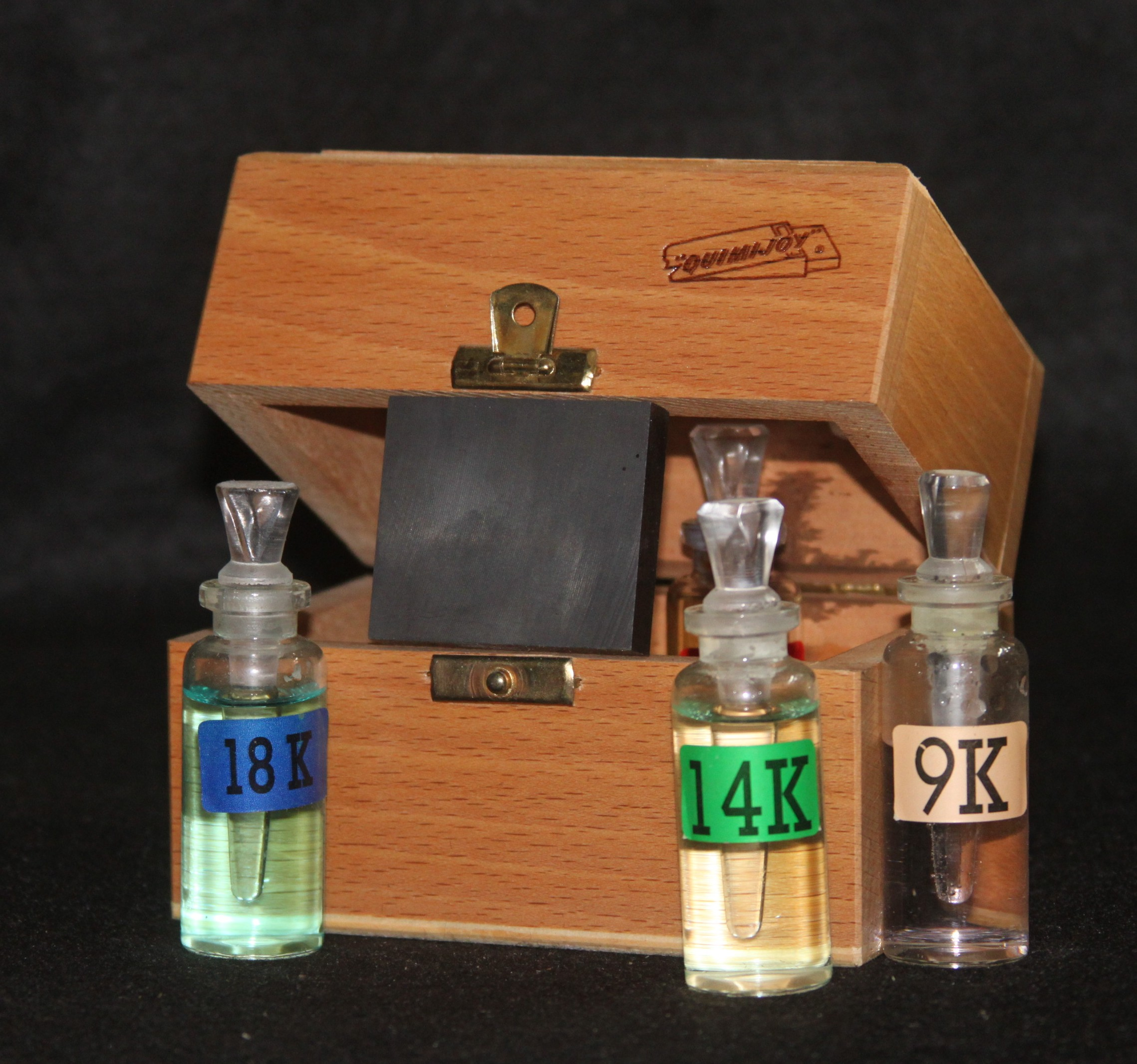

시금석(試金石, touchstone)은 금의 품질을 판단하기 위해 사용되는 광석이다. 주로 검은 석영이나, 바둑알 재료인 나지흑석(치밀한 점판암)이 사용된다.
금 품질을 이미 알고 있는 패금과 본금이라는 순도가 서로 다른 지표가 되는 금막대기를 시금석 위에 문질러 선을 그리고, 시험 표본도 문질러 선을 그린다. 그 선의 색깔을 비교하여 순도를 측정한다.

## 같이 보기
- 리트머스 시험지
- 조흔색